# Lacanobia desperata
Lacanobia desperata là một loài bướm đêm trong họ Noctuidae.